# Murin
Il Murin (in russo Мурин?; in lingua buriata: Мүрэн) è un fiume della Russia siberiana orientale, affluente di sinistra della Kuda. Scorre nei rajon Bajandaevskij ed Ėchirit-Bulagatskij dell'oblast' di Irkutsk.
La sorgente del fiume si trova a 6 km dal villaggio di Turgenevka; il fiume scorre in direzione sud-occidentale toccando molti centri abitati. Sfocia a 92 km dalla foce della Kuda. Il fiume ha una lunghezza di 119 km e il suo bacino è di 2 720 km².